# 一色采子
一色 采子（いっしき さいこ、1958年10月1日 - ）は、東京都出身の女優。本名：大山 采子（おおやま さいこ）、旧芸名：一色 彩子（現芸名と読み同じ）。父は画家の大山忠作、弟は東京ヴェルディ役員の大山昌作。女子美術短期大学卒業。トゥフロント所属。

## 人物・来歴
テアトル・エコー養成所在籍中にオーディションに合格し、菅原文太主演の『警視庁殺人課』での主要メンバー・眉村冴子刑事（エンジェル）役でデビュー。新人ながらも三田村邦彦や関根大学らに混じって華麗なアクションを披露する一方、ヌードを交えたお色気シーンも演じていた。
2004年に母が死去して以降は芸能活動を休止し、残された父を支えていた。
画家である父の死後は遺産相続に悩んだが、遺された200点近い作品を相続しても高額の維持費がかかることを考え、全ての作品を父の故郷の福島県二本松市に寄贈。
二本松市大山忠作美術館を設立し、女優業に復帰（同時に美術館の名誉館長を務めている）。
趣味は乗馬、園芸。特技は日本舞踊（坂東流名取「坂東晃祿」）、鼓（「藤舎彩子」）、三味線、長唄（今藤流）。

## 出演

### テレビドラマ
- 警視庁殺人課（1981年、ANB / 東映） - 眉村冴子刑事（愛称・エンジェル） 役

- 火曜サスペンス劇場（日本テレビ系）
  - 死の断崖（1982年） - 美千代 役
  - 妻たちの昼下がり（1983年） - 順子
  - 盲点(あな)（1984年）
  - 父にかかる電話（1985年）
  - 霊感を呼ぶ女たち（1988年）
  - 名無しの探偵シリーズ6「愛の虚構」（1990年2月13日） - 探偵社社長・尾島淳子 役
  - フルムーン旅情ミステリー2 みちのく殺人事件（1990年）
  - 女弁護士 高林鮎子
    - 第12作「L特急あずさ13号の女」（1993年5月11日） - 中岡澄代 役
    - 第25作「瀬戸内を渡る死者」（1999年11月23日） - 元ホステス・岡田芙美 役

  - 刑事・鬼貫八郎4「ゆすり」（1994年11月8日） - 女優・山口香織 役
  - 女監察医 室生亜季子18「時効なし」（1995年7月25日） - 看護婦・道場れい子 役
  - 取調室4 殺人罪成立の必要条件（1996年）
  - 当番弁護士3（1997年）
  - 盲人探偵・松永礼太郎10 復讐幻想（1998年）
  - 箱根湯河原温泉交番3「芸妓の涙」（2005年1月25日） - 芸者・太田陽子 役
  - 京都金沢殺人事件シリーズ8「京都金沢雪女殺人事件」（2005年4月19日） - 堂島紅子 役
- ザ・サスペンス （TBS）
  - お正月SP 「悪魔のような完全犯罪」（1983年）
  - 「四国連絡特急殺人事件 八十八霊場アベック巡礼の謎」（1983年）
- 土曜ワイド劇場（テレビ朝日系）
  - 妻が三人いる家（1984年）
  - 京都見合い殺人事件! 離婚カップル探偵する2（1991年）
  - 殺意の誕生石 娘にスターサファイア 死体にタイヤモンド（1991年）
  - 駅弁探偵殺人事件1「婚前カップルとヌードギャルの北陸グルメ旅」（1992年12月19日） - 旅役者・雪子 役
  - 家政婦は見た!
    - 第14作「憧れの大女優 私生活の派手な秘密 虚飾と欲望に一族が乱れる」（1995年4月8日） - 生田美奈 役
    - 第24作「美貌の女帝とデパートの帝王 昼と夜二つの顔の秘密！」（2006年3月4日） - BAR由紀のママ・仁科由紀 役

  - 7人のOLが行く!2「神秘の島バリ編 連続殺人の熱い夜!」（1995年8月19日） - 出版社社員・佐野啓子 役
  - 月蝕の館（1996年）
  - はみだし弁護士・巽志郎2「別れた妻の不倫相手に殺人容疑！美人弁護士と対決！」（1997年5月17日） - 巽の別れた妻・安達加奈子 役
  - 山村美紗京都サスペンス 燃えた花嫁（1999年）
  - 温泉若おかみの殺人推理
    - 第15作「京都〜琵琶湖、殺人同窓会 卒業記念のタイムカプセルに秘められた動機の謎・謎・謎！」（2005年7月23日） - クラブのママ・村中佑子 役
    - 第20作「九州別府〜雲仙〜湯布院 温泉地獄連続殺人事件」（2009年5月9日） - 雲仙湯元ホテルの若女将・月岡紘子 役

  - 温泉医ぽっかや診療所事件カルテ5「さいはての岬に立つ女 週刊誌記者殺しが暴く」（2006年3月11日） - 旅館の仲居・森田杏子 役
  - 新・警視庁女性捜査班1「私の夫が人を殺した…人生相談で殺された女」（2006年6月10日） - エッセイスト・山之井美里 役
  - 京都南署鑑識ファイル3「名門陶芸窯元〜茶会連続殺人!!」（2006年11月4日） - 美術商・八坂暁子 役

- 銭形平次 第869話「平次暗殺!」（1983年、CX / 東映） - お駒 役
- 大奥 第50話「動乱に挑む女」（1984年、KTV / 東映） - おりゅう 役
- 私鉄沿線97分署 第32話「止まるな! トラック野郎!!」（1985年6月16日、ANB / 国際放映） - 浅田ヨウコ 役
- 迷宮課刑事おみやさん 第7話「6年前の婦女暴行事件が今日…!」（1985年9月13日、ABC・STAFFアズバーズ） - 杉山敏江 役
- 誇りの報酬 第42話「狙撃者は誰をねらったか」（1986年7月27日、NTV / 東宝） - 野口ケイコ 役
- あぶない刑事、もっとあぶない刑事  （NTV / セントラル・アーツ）
  - あぶない刑事 第19話「潜入」（1987年2月8日） - ホステス・佐久間悦子 役
  - もっとあぶない刑事 第17話「乱心」（1989年2月3日） - FBI帰りの刑事・神崎京子 役
- あきれた刑事 第3話「変身泥棒」（1987年11月4日、NTV / セントラル・アーツ） - 白鳥みき 役
- ジャングル、NEWジャングル （NTV / 東宝）
  - ジャングル 第18話「逆転タイムリー」（1987年8月7日） - 水谷智の母 役
  - NEWジャングル 第23話「瀬戸大橋・忍ぶ愛」（1988年6月27日） - 野口ますみ 役
- 若大将天下ご免! 第20話「望郷恋唄流れ武士!」（1987年、ANB / 東映） - お八重 役
- ベイシティ刑事 第16話「再会 恋人は銃声とともに!」（1988年1月27日、ANB / 東映） - 浅井エリコ 役
- 暴れん坊将軍 （ANB / 東映）
  - 暴れん坊将軍III
    - 第6話「紅蓮の炎に消えた恋」（1988年） - お園 役
    - 第66話「孫兵ヱは浪花のお大尽さま!?」（1989年） - 梅香 役
    - 第108話「復讐!鬼女の涙」（1990年） - お島 役

  - 暴れん坊将軍IV
    - 第12話「女泣かせの憎いあいつ!」（1991年） - 鶴吉 役
    - 第53話「みちのく純愛行進曲!」（1992年） - お甲 役

  - 暴れん坊将軍V 第38話「風雪!子連れ母唄」（1994年） - おしず 役
  - 暴れん坊将軍VI 第43話「八丁堀情話 悪名の女! 」（1995年） - お久 役
  - 暴れん坊将軍IX 第16話「大奥の改革 上様、お恨みいたします! 」（1999年） - 浦瀬 役
  - 暴れん坊将軍X 第7話「襲われたお見合い! 家出姫の危ない決断」（2000年） - 千曲屋お弦 役
- 長七郎江戸日記（NTV / ユニオン映画）
  - 第2シリーズ 第4話「帰って来た逃亡者」（1988年） - お寿 役
  - 第3シリーズ 第33話「男泣き兄弟盃」（1991年） - おちか 役
- ノンちゃんの夢（1988年4月、NHK）
- HOTEL （TBS）
  - シリーズ1 第2話「ルームキーを拾った女は?」（1990年）
  - シリーズ2 第12話 「一平君の結婚式」（1992年）
  - シリーズ3 第9話「問題の写真集の女」（1994年）
  - シリーズ4 第18話「わんわん夏物語」（1995年）
- 神谷玄次郎捕物控 第4話「疑惑」（1990年、CX）
- 乱歩賞作家サスペンス 「遮断機の下りる時」（1989年、KTV）
- 土曜ドラマスペシャル「パパはパパでも代理パパ」（1989年、TBS）
- シリーズ街 渋谷「だまされたって、愛されたい」（1989年、ANB）
- 山村美紗サスペンス 「伏見初うま殺人事件 札束の罠」（1990年、KTV）
- 森村誠一サスペンス 「死導標」（1990年、KTV）
- 愛されてますかお父さん（1990年、NHK）
- 岡っ引どぶ 第4話「謎の連凧殺人事件」（1991年、CX / 映像京都） - おしな 役
- 旅情サスペンス 「西伊豆密会ペンション」（1991年、KTV）
- 金曜ドラマシアター 「エステに通う女たち」（1991年、CX）
- 木曜劇場 しゃぼん玉 第11話（1991年、CX）
- 必殺仕事人・激突! 第16話「夢次、江戸のテレクラでバイトする」（1992年、ABC / 松竹） - おみの 役／おはる 役 （二役）
- 江戸中町奉行所 第2シリーズ 第2話「夫婦喧嘩を犬が食った」（1992年、TX / 松竹）
- 教師夏休み物語（1992年、NTV）
- 刑事貴族3 第13話「別れた理由」（1992年8月7日、NTV / 東宝） - 金子の妻 役
- 新・三匹が斬る! 第5話「牢破り、女一匹駄賃づけ」（1992年、ANB / 東映） - お政 役
- 豆腐屋直次郎の裏の顔 （朝日放送 / アズバーズ）
  - 第9話「美人女医がささやく金庫破り」（1992年9月8日） - 上原友美
  - 第10・最終話「サヨナラ直ちゃん、愛してる」（1992年9月15日） - 上原友美
- 鬼平犯科帳（CX / 松竹） ※中村吉右衛門版
  - 第4シリーズ 第5話「深川・千鳥橋」（1993年） - 茶屋の女・お元 役
  - 第7シリーズ 第10話「見張りの糸」（1997年） - おきく 役
- 名奉行 遠山の金さん（ANB / 東映）
  - 第5シリーズ 第11話「公金を横領した武士の妻」（1993年6月24日） - 八重 役
  - 遠山の金さんVS女ねずみ 第3話「復讐通り魔!奉行の新妻襲う」（1997年2月15日） - お浜 役
- 月曜ドラマスペシャル （TBS）
  - Gメン'93春「第一級殺人の女」（1993年4月12日） - 中川民子 役
  - マネーコンサルタント日下部刻子の事件ファイル「トータルビューティーサロン殺人事件の謎」（2000年6月12日） - 神林雅恵 役
  - カードGメン・小早川茜2「消せない過去」（2003年） - 三条慶子 役
- はぐれ刑事純情派（ANB / 東映）
  - 第6シリーズ 第21話「転職を勧める女・若い愛人の罠」（1993年8月25日） - 野中睦子 役
  - 第8シリーズ 最終話スペシャル「殺意の富士山麓 妻は二度死ぬ!? 家族の絆」（1995年10月11日）
  - 第9シリーズ 第5話「死亡推定時刻の謎！ポケベルの女」（1996年5月8日）
  - 第11シリーズ第2話「写真のない女！消えた300万円…住民票の謎!?」（1998年4月8日）
  - 第12シリーズ 第4話「殺意の出世争い!? 安浦刑事が信じた女！」（1999年4月21日） - タクシー運転手・林田亮子 役
  - 2000年正月スペシャル「安浦刑事、韓国へ飛ぶ！釜山港へ帰る女・父と娘、遙かなる帰郷」（2000年1月1日） - 不動産会社事務員・三宅礼子 役
  - 第13シリーズ 第11話「善意が生んだ殺意!? 急行電車を停めた男！」（2000年6月14日） - 小料理屋「麻生」の仲居・水沢美枝 役
  - 第14シリーズ 第4話「IT殺人!? インターネット犯罪に挑戦した安浦刑事」（2001年4月25日） -焼津のラーメン屋店員・影山直美 役
  - 第16シリーズ 第18話「噂の殺意!? 耳掃除の好きな女」（2003年8月6日） - 益田陽子 役
- 銭形平次 第5シリーズ 第2話「招かれざる客」（1995年、CX） - おいち 役
- 江戸の用心棒II 第14話「悪のからくり草紙」（1996年、NTV / ユニオン映画） - おりつ 役
- 古畑任三郎 第3話「ゲームの達人」（1996年1月24日、CX） - 花見常子 役
- 刑事追う! 第21話「発砲」（1996年8月26日、TX）
- さむらい探偵事件簿 第9話「酒と泪と親子の絆」（1997年1月28日、NTV）
- あぐり（1997年、NHK連続テレビ小説）
- はみだし刑事情熱系 第2シリーズ 第18話（1998年2月18日、テレビ朝日） - 麻布厚生病院外科医・佐久間千春 役
- 御家人斬九郎 第3シリーズ 第7話「犬も歩けば」（1997年、CX / 映像京都） - おきぬ 役
- 影武者・徳川家康（1998年、テレビ朝日） - 淀殿 役
- 12時間ワイドドラマ 赤穂浪士（1999年、テレビ東京）
- 痛快!三匹のご隠居 第1話「美女と七人の盗賊 戦は頭でするものよ」（1999年、テレビ朝日）
- 金曜エンタテイメント （CX）
  - 女ざかり!!区役所の名探偵1「横浜ゴミ屋敷連続殺人事件」（2000年1月28日） - 緑山和子 役
  - ドクター小石の事件カルテ2「検死」（2006年8月4日） - 野口奈美江 役
- 女と愛とミステリー、水曜ミステリー9（テレビ東京）
  - 北アルプス山岳救助隊・紫門一鬼シリーズ（2001年～2009年） - 北アルプス山岳救助隊隊員・一色宏美 役
  - 不倫調査員・片山由美5「京都嵯峨野殺人迷路！」（2004年6月2日） - 法律事務所勤務・田中美加子 役
  - さすらい署長 風間昭平7（2007年） - 水越昌枝 役
  - ドクター・ヨシカの犯罪カルテ2「天誅連続殺人事件」（2007年12月5日） - 私立海道学園高校教師・平河和子 役
  - トカゲの女 警視庁特殊犯罪バイク班2（2015年） - 岩園翼 役
- サスペンス特別企画 「インターホン症候群の女・他人の生活を覗きたがる主婦の秘密」（2008年、テレビ朝日）
- レッド（2001年、東海テレビ）
- 水戸黄門 第30部 第7話「津軽と南部両藩公に物申す!・津軽」（2002年、C.A.L・TBS） - もん 役
- ドラマ30 幼稚園ゲーム2 社宅編（2002年、TBS）
- 夜逃げ屋本舗（2003年、日本テレビ） - 橘美江 役
- 松本清張サスペンス特別企画 霧の旗（2003年9月16日、TBS） - 銀座のバーまさかりママ・杉浦乃里子 役

月曜ゴールデン
- 相棒 season4 第9話「冤罪」（2005年12月7日、テレビ朝日／東映） - 弁護士・室園悦子 役
- 母親失格（2007年、東海テレビ） - 柊芙美江 役
- 長い長い殺人（2007年、WOWOW）
- 秘密（2010年、テレビ朝日） - 産科の医師

### 映画
- コールガール（1982年）
- 俺っちのウエディング（1983年）
- F2グランプリ（1984年）
- 結婚案内ミステリー（1985年）
- 早春物語（1985年）
- ビー・バップ・ハイスクール（1985年）
- 黒いドレスの女（1987年）
- 森の向う側（1988年）
- 行き止まりの挽歌 ブレイクアウト（1988年）
- 狙撃3 THE SHOOTIST（1991年）
- わが愛の譜 滝廉太郎物語（1993年）
- ヤクザVSマフィア（1993年）
- ぷるぷる 天使的休日（1993年）
- ダンガン教師（1995年）
- 長い長い殺人（2008年）

### オリジナルビデオ
- 野獣駆けろ（1990年）
- XX（ダブルエックス）美しき機能（1996年）

### 舞台
- リア王
- ジゼルと粋な子供たち（2008年、銀座博品館劇場）
- ウィークエンド・シャッフル（初演1981年11月10日 - 15日）
- 男の花道（2012年) ル テアトル銀座
- 錦絵 夏すがた（2015年）
- 喜劇有頂天団地（2018年）
- 八つ墓村（2020年）
- 喜劇 老後の資金がありません（2021年・2023年）
- ヴィヴァルディ -四季-（2023年12月 - 2024年1月）[3]
- わが歌ブギウギ-笠置シヅ子物語-（2026年公演予定）[4]

### バラエティ
- 日立 世界・ふしぎ発見!（TBS） - ミステリーハンターを複数回務める
- 名曲の森 シューマン（NHK）
- ペット相談（NHK BS-2、2008年）